# Județ de Galați
Pour les articles homonymes, voir Galați.
Le județ de Galați (en roumain : județul Galați) est un județ de Moldavie roumaine, à l'est du pays. Son chef-lieu est Galați. Le județ possède une frontière avec la République de Moldavie.

## Liste des municipalités, villes et communes

### Municipalités
(population en 2007)
- Galați (293 523)
- Tecuci (42 706)

### Villes
(population en 2007)
- Berești (3 453)
- Târgu Bujor (7 619)

### Communes
- Barcea
- Bălăbănești
- Bălășești
- Băleni
- Băneasa
- Berești-Meria
- Braniștea
- Brăhășești
- Buciumeni
- Cavadinești
- Cerțești
- Corni
- Corod
- Cosmești
- Costache Negri
- Cuca
- Cudalbi
- Cuza Vodă
- Drăgănești
- Drăgușeni
- Fârțănești
- Foltești
- Frumușița
- Fundeni
- Ghidigeni
- Gohor
- Grivița
- Independența
- Ivești
- Jorăști
- Liești
- Matca
- Măstăcani
- Movileni
- Munteni
- Nămoloasa
- Negrilești
- Nicorești
- Oancea
- Pechea
- Piscu
- Poiana
- Priponești
- Rădești
- Rediu
- Scânteiești
- Schela
- Slobozia Conachi
- Smârdan
- Smulți
- Suceveni
- Șendreni
- Tudor Vladimirescu
- Tulucești
- Țepu
- Umbrărești
- Valea Mărului
- Vânători
- Vârlezi
- Vlădești

## Politique
| Parti | Parti                                      | Sièges |
| ----- | ------------------------------------------ | ------ |
|       | Parti social-démocrate (PSD)               | 17     |
|       | Parti national libéral (PNL)               | 12     |
|       | Parti Mouvement populaire (PMP)            | 3      |
|       | Alliance des libéraux et démocrates (ALDE) | 2      |

## Démographie
En 2011, le județ de Galați compte 536 167 habitants, dont plus de 98 % de Roumains. Le județ compte également des minorités lipovènes, ukrainiennes et roms.

## Tourisme
Les principales destinations touristiques du județ sont :
- la ville de Galați
- le lac Brateș
- la ville de Tecuci

Le județ compte aussi de nombreuses églises anciennes.

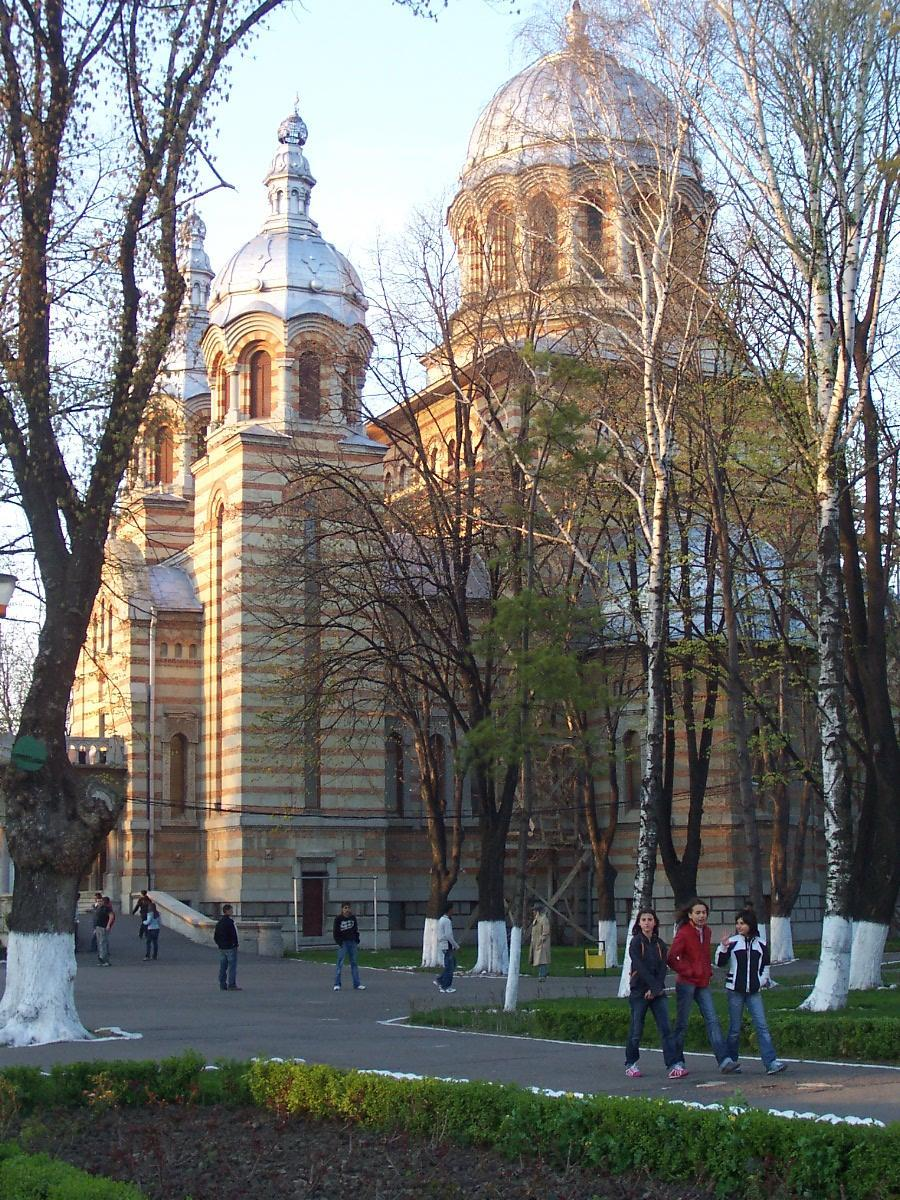
Cathédrale de Tecuci.
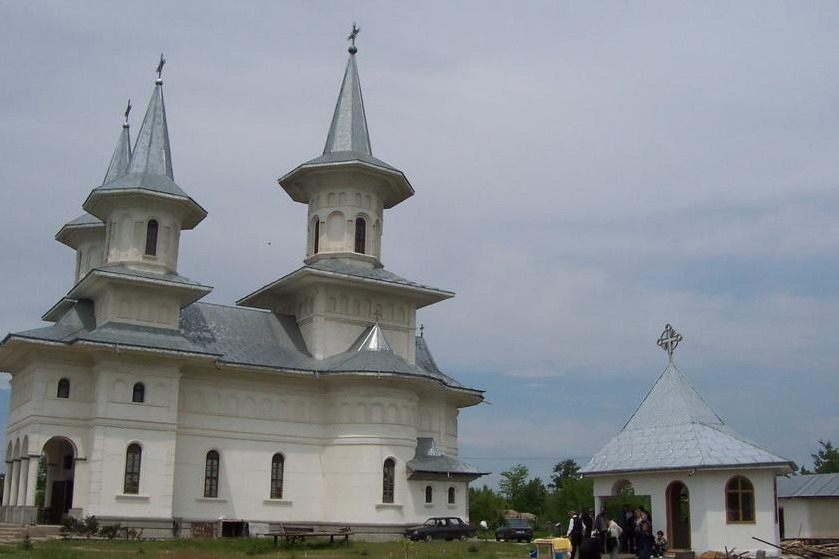
Église Sf Nicolae de Liești.
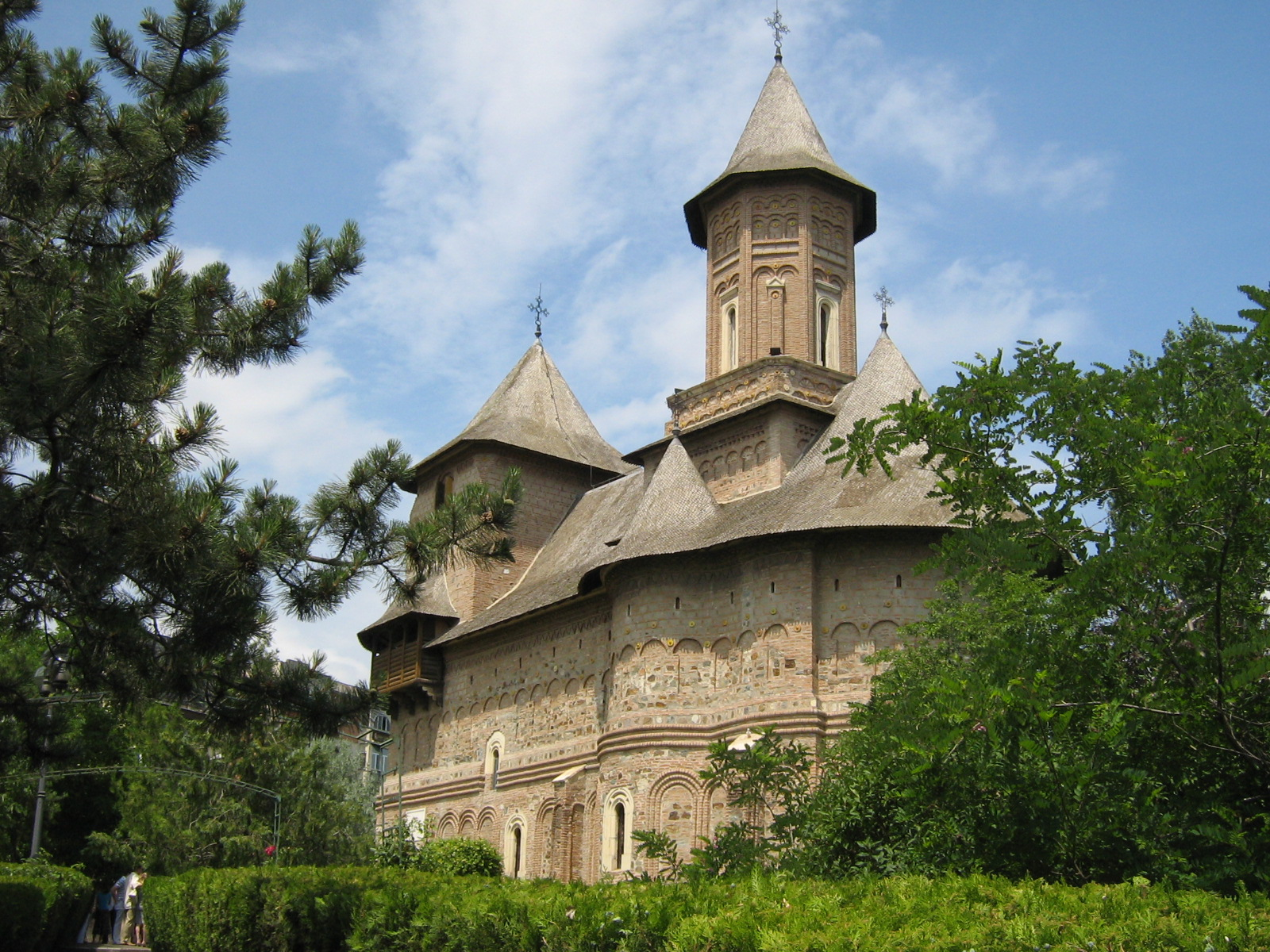
Église fortifiée Sfanta Precista de Galați.